# Duur (Olst-Wijhe)
Duur is een buurtschap in de gemeente Olst-Wijhe in de Nederlandse provincie Overijssel, ook wel Duursenhoek genoemd. Het ligt drie kilometer ten zuidwesten van Wijhe. Duur ligt ten oosten van het aan de rivier de IJssel gelegen natuurgebied De Duursche Waarden.
Bij Duur heeft het gelijknamige kasteel Duur gestaan, dat voor het eerst wordt genoemd in 1347 en in 1363 werd verwoest door de stad Deventer. De locatie is niet bekend.
Hoofdplaatsen: Olst · Wijhe      Dorpen: Boerhaar · Boskamp · Den Nul · Welsum · Wesepe

Buurtschappen: Duur · Eikelhof · Elshof · Fortmond · Hengforden · Herxen · Marle · Middel · Welsumerveld 

Voormalige gemeenten: Olst · Wijhe

Overijssel · Steden en dorpen in Overijssel      Nederland · Provincies · Gemeenten